# Scholz & Friends
Scholz & Friends är en tysk reklambyrå med kontor i Hamburg, Berlin och Düsseldorf.

## Historik
Byrån grundades år 1981 av Jürgen Scholz, Uwe Lang und Michael Menzel. År 1986 köptes amerikanska Bates Worldwide aktiemajoriteten i byrån, men under 1996 blev Scholz & Friends åter fristående.
År 2001 noterades byrån på Frankfurtbörsen. Den avnoterades 2005. År 2007 bildas kommunikationsgruppen Commarco med Scholz & Friends och ett antal kompletterande byråer. Commarco köps av WPP plc år 2011.
I februari 2020 inledde Scholz & Friends en allians med likaledes WPP-ägda VMLY&R som innebar att Scholz & Friends representerade VMLY&R på den tyska marknaden.

## Sverige
Scholz & Friends i Stockholm grundades 2003 av Zeke Tastas, Kay Höök, Arvid Svanvik, Edvin von Werder och Richard Westerståhl. Höök var vd fram till 2010 när Petronella Panérus tog över.
Bland den svenska byråns kunder kan nämnas:
- Tallink/Silja Line, från 2008[7]
- Fly Nordic, fram till 2008.[8]
- Tre, 2008[9]–2010[10].
- Fritidsresor, 2009[11]–2012.[12]
- Media Markt, fram till 2010.[13]

Scholz & Friends Stockholm utvecklades med tiden till en grupp av mindre byråer kallas Friendsbyråerna. Gruppen övertogs år 2015 av Nordkom, som året därpå bytte namn till House of Friends. År 2018 köptes House of Friends av finländska Miltton Group.